# 范登堡反应
范登堡反应（Van den Bergh reaction），又译凡登白反应、范登伯格氏反应
结合胆红素可以很快与重氮试剂（范登堡试剂）作用产生紫红色的偶氮化合物。而非结合胆红素由于存在分子内氢键，因此需要先加入酒精或尿素破坏氢键后才能发生范登堡反应，称为范登堡试验的间接反应。